# Xanthosiphonophyceae
Xanthosiphonophyceae је традиционална класа у оквиру раздела жутозелених алги, чије представнике карактерише сифонални ступањ организације. Ове алге имају релативно крупан талус, кончаст или мехураст. Обухвата два реда — Botrydiales и Vaucheriales.